# Nhện ăn chim Goliath
Nhện ăn chim Goliath (danh pháp hai phần: Theraphosa blondi) là một loài nhện. Chúng được coi là loài nhện lớn thứ hai trên thế giới (theo sải chân, đứng thứ hai sau nhện săn khổng lồ), và chúng có thể là lớn nhất theo khối lượng. Nhện này được đặt tên bởi nhà thám hiểm từ thời Victoria, người đã chứng kiến nó ăn một chim ruồi. Nhưng nói chung thì chúng không ăn thịt chim.
Loài nhện này có nguồn gốc ở các vùng rừng mưa của miền bắc Nam Mỹ. Chúng có thể có sải chân lên đến 30 cm và nặng 170 g. 

## Môi trường sống và phân bố
Theraphosa blondi sinh sống ở rừng nhiệt đới vùng cao Nam Mỹ: Surinam, Guyana, Bắc Brazil và nam Venezuela. Chúng sinh sống trong hang chúng tự đào được hoặc đã bị bỏ rơi bởi những sinh vật đào hang khác. Nó sống về đêm.

## Vòng đời
Con cái đôi khi có ăn thịt con đực sau khi kết thúc giao phối. Con cái trưởng thành trong 3 đến 4 năm và có tuổi thọ trung bình từ 15 đến 25 năm. Con đực chết ngay sau khi trưởng thành và có một tuổi thọ khoảng 3-6 năm. T. blondi có lông trên cơ thể, bụng và chân. Con cái đẻ từ 100 đến 200 trứng, nở sau khoảng 2 tháng. Nếu không bị ăn thịt, con đực sẽ chết một năm sau giao phối.